# Kezia
Kezia è il primo studio album del gruppo musicale canadese metalcore/mathcore dei Protest the Hero, pubblicato nel 2005. Si tratta di un concept album che narra la storia di una condannata a morte (chiamata Kezia) dal punto di vista di tre personaggi: il cappellano del carcere, una guardia carceraria (nonché carnefice) e la protagonista stessa. Ad ogni personaggio sono dedicati tre brani: nel primo ciascuno introduce la situazione vissuta, nel secondo spiega la propria connessione con Kezia mentre nel terzo narra l'esecuzione dal proprio punto di vista. L'ultima traccia rappresenta il punto di vista della band sul tema, espresso tramite le ultime parole di Kezia 

## Tracce
1. No Stars Over Bethlehem – 3:50
2. Heretic & killers – 3:11
3. Divinity Within – 4:34
4. Bury the Hatchet – 3:25
5. Nautical – 2:59
6. Blindfolds Aside – 3:52
7. She Who Mars the Skin of Gods – 3:53
8. Turn Soonest to the Sea – 6:23
9. The Divine Suicide of K. – 5:12
10. A Plateful of Our Dead – 4:33

## Formazione
- Rody Walker - voce
- Tim Millar - chitarra
- Luke Hoskin - chitarra
- Arif Mirabdolbaghi - basso
- Morgan Carlson - batteria